# Oberösterreichisches Landesarchiv
Das Oberösterreichische Landesarchiv, kurz OÖLA, in Linz ist seit 1896 das Zentralarchiv der oberösterreichischen Landes- und Bezirksbehörden. Es unterstützt Forschungen in den Bereichen Landes-, Orts-, Haus- und Familiengeschichte.

## Geschichte
Der Begriff „Landesarchiv“ wurde schon im 17. Jahrhundert vereinzelt verwendet, als etwa die Stände ob und unter der Enns 1619 in einer gemeinsamen Beschwerdeschrift von „vnnsern Lanndt-Archivis“ sprachen. Im 19. Jahrhundert bemühten sich der Richter und Landtagsabgeordnete Julius Strnadt und der 1875 zum „Landes-Archivar und Registrator“ ernannte Ferdinand Krackowizer um die Schaffung eines zentralen lokalen Archivs. Die 1893 von Joseph von Zahn verfasste Denkschrift „Das Steiermärkische Landesarchiv zu Graz. Zum 25. Jahre seines Bestehens“ war Anlass, auch in Oberösterreich ein Zentralarchiv nach dem Vorbild der Steiermark zu schaffen.
Am 10. Jänner 1896 beschloss der oberösterreichische Landtag „die Reorganisierung des landschaftlichen Archives und dessen Ausgestaltung zu einem Oberösterreichischen Landesarchive“. Den Grundstock des neu zu schaffenden Landesamtes sollten die überlieferten Bestände des alten Archivs der vier Landstände ob der Enns (Prälaten-, Herren- und Ritterstand sowie Vertreter der sieben landesfürstlichen Städte) bzw. der ältesten Landesbehörden bilden.
Das Landesarchiv wurde im ehemaligen Reitstall der Stände hinter den Redoutensälen untergebracht. Dieses „alten Musealgebäude“ (heute Promenade 33) war nach dem Umzug des Oberösterreichischen Musealvereins ins neu erbaute Museum Francisco-Carolinum (heute OÖ. Landesmuseum) frei geworden. Im Jahr 1927 konnten mit Unterstützung durch die Allgemeine Sparkasse zusätzlich die Räumlichkeiten der ehemaligen Pfandleihanstalt an der Promenade bezogen werden.
Während des Zweiten Weltkriegs wurde das Landesarchiv am 19. Mai 1941 mit der fachlichen Oberaufsicht über das Schwarzenbergische Zentralarchiv in Krummau, über die angegliederten Archive in Wittingau (Třeboň) und in Winterberg (Vimperk) beauftragt. Am 31. Oktober 1941 wurden die kommissarischen Verwalter der Klöster und Stifte St Florian, Wilhering, Kremsmünster, Hohenfurth, Schlägl und Lambach verständigt, dass „der Schutz der Stiftsarchive dem Direktor des Landesarchivs in Linz anvertraut“ seien. Ein Erlass des Reichsinnenministers vom 23. Juli 1942 verfügte zum Schutz und zur Sicherung des Landesarchivs, die „wertvolleren Bestände auseinanderzuziehen und durch Verbringen an Ausweichstellen vor einem Gesamtverlust zu bewahren“. Ab September 1942 wurden „die für die Landesgeschichte belangreicheren Urkunden und Schriften“ in das 1941 vom NS-Regime beschlagnahmte Augustiner Chorherrenstift St. Florian ausgelagert, den Franziszeischen Kataster verbrachte man in das Mühlviertler Schloss Weinberg. 1944 wanderten mehrere größere Archivbestände in das ebenfalls beschlagnahmte Benediktinerkloster Kremsmünster. Insgesamt wurden so 17.000 Urkunden, 21.000 Handschriften, 17.000 Karten und Pläne sowie 8000 Aktenfaszikel unter schwierigen Bedingungen ausgelagert, das waren rund 70 % des Gesamtbestandes. Nach dem Krieg wurden die ausgelagerten Bestände von St. Florian, Kremsmünster und aus der russischen Besatzungszone wieder in die zwei Linzer Archivdepots (Stammhaus und Sparkassengebäude) zurückgeführt.
Ab 1950 gab das Landesarchiv verschiedene Zeitschriften heraus. Dadurch hatte die Bibliothek die Möglichkeit erhalten, durch Tausch von Publikationen mit anderen Institutionen wertvolle Periodika zu erwerben, ohne ihren Bücheretat zu belasten.

## Häuser
In Linz steht das 1971 erbaute Haupthaus des Landesarchivs in der Anzengruberstraße 19.
In Ampflwang im Hausruckwald befindet sich das Bergbauarchiv Ampflwang als Außenstelle des OÖ. Landesarchivs.

## Bibliothek
Für Zwecke der Forschung steht im Linzer Landesarchiv eine historische Fachbibliothek mit rund 90.000 Bänden zur Verfügung. Ursprünglich als Handbibliothek für die wissenschaftliche Arbeit der Archivare gedacht, wurde sie später öffentlich zugänglich gemacht. Die Bibliothek ist eine reine Präsenzbibliothek, der Bibliotheksspeicher selbst ist nicht frei zugänglich, die Bücher können also nur im Lesesaal verwendet werden.

## Bestände

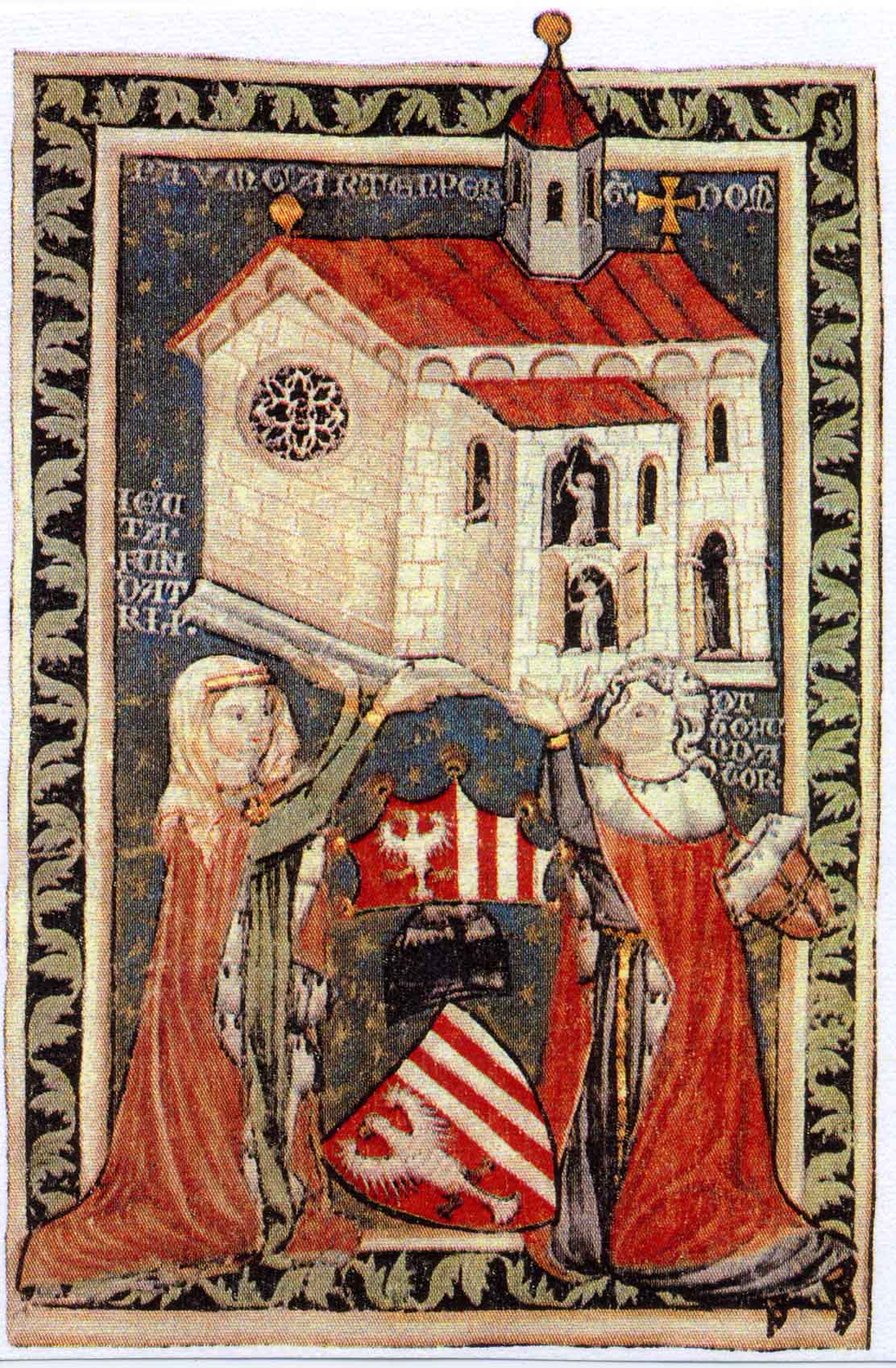
Urbar mit dem Wappen der Machländer

Der Schwerpunkt der Bibliotheksbestände liegt auf der Geschichte Österreichs und der Archivwissenschaft:
- Verwaltungsarchive (Bezirkshauptmannschaften, Landesregierung, Post, Polizeidirektion, Steuerämter)
- Gerichts-, Herrschafts-, Kommunal-, Vereins- und Wirtschaftsarchive
- Urkunden der ehemaligen Klöster Mondsee, Gleink, Garsten, Spital am Pyhrn, Suben und Traunkirchen[9]
- Nachlässe
- Sammlungen von Buchdeckeln, Flugschriften, Fotos, Handschriften, Karten, Patenten, Plakaten, Tondokumenten und Zeitungen

Bedeutende Dokumente im OÖ. Landesarchiv (Auswahl):
- Urbar des Stifts Baumgartenberg um das Jahr 1335 mit dem Vorbild für das Wappen von Oberösterreich[10]

## Publikationen
Laufende Veröffentlichungen:
- Mitteilungen des Oberösterreichischen Landesarchivs (MOOELA): seit 1950[11]

Eingestellte Serien:
- Forschungen zur Geschichte Oberösterreichs: ab 1952
- Beiträge zur Zeitgeschichte Oberösterreichs
- Quellen zur Geschichte Oberösterreichs

## Personal

### Leitung
- 1896–1903 Ferdinand Krackowizer
- 1904–1946 Ignaz Zibermayr
- 1947–1951 Eduard Straßmayr
- 1951–1955 Erich Trinks
- 1956–1961 Alfred Hoffmann
- 1961–1979 Hans Sturmberger
- 1979–1989 Alois Zauner
- 1989–2003 Siegfried Haider
- 2003–2015 Gerhart Marckhgott
- seit 2015 Cornelia Sulzbacher

### Mitarbeitende
Weitere bekannte Mitarbeitende des Landesarchivs:
- Georg Grüll, 1946–1965 am OÖ. Landesarchiv
- Otto Wutzel, 1947–1949 Bibliothekar am OÖ. Landesarchiv
- Othmar Hageneder, 1953–1976 Beamter am OÖ. Landesarchiv, 1967 Oberarchivrat
- Norbert Grabherr, 1967–1977 am OÖ. Landesarchiv
- Georg Heilingsetzer, 1971–2004 am OÖ. Landesarchiv, 1982 Oberarchivrat, ab 1989 Stellvertreter des Direktors